# Керчь-Еникольский 135-й пехотный полк
135-й пехотный Керчь-Еникольский полк (в некоторых источниках ошибочно — Керчь-Еникальский) — пехотная воинская часть Русской императорской армии.
Старшинство — 3 января 1798 года.
Полковой праздник — 26 ноября.

## Формирование полка
1798 г. Января 5. Сформирован Роченсальмский гарнизонный полк, он же назывался Гарнизонным полком генерал-майора Болотникова.
1811 г. Января 17. Из девяти рот Роченсальмского полка и трех рот Тверского гарнизонного батальона сформирован 3-х батальонный Подольский пехотный полк.
1831 г. Февраля 14. Третий батальон отчислен на сформирована Замосцского пехотного полка, в взамен его поступил 3-й батальон Бородинского пехотного полка.
1833 г. Января 28. Полк с присоединенным к нему 2-м батальоном 5-го егерского полка, переименован в егерский и приведен в состав шести батальонов.
1845 г. Февраля 20. 4-й батальон отчислен в состав войск отдельного Кавказского корпуса, а 23-го Февраля поступил в полк батальон Бородинского полка. Декабря 16-го два батальона отчислены в полном составе на сформирование батальонов Самурского пехотного полка.
1854 г. Марта 10. Вновь сформированы 7-й и 8-й батальоны полка.
1856 г. Апреля 17. Полк переименован в Подольский пехотный, Августа 24-го — 4-й действующий батальон переименован в 4-й резервный и отделен в резервные войска; 5-й, 6-й, 7-й и 8-й батальоны расформированы.
1863 г. Апреля 6. Из 4-го резервного батальона и бессрочно-отпускных 5-го и 6-го батальонов Подольского пехотного полка сформирован 2-х батальонный Подольский резервный полк.
1863 г. Августа 13. Переформирован в 3-х батальонный и назван Керчь-Еникольским пехотным полком.
1864 г. Марта 25. Назван 135-м пехотным Керчь-Еникольским полком.
В 1905 году отдельные роты полка привлекались для подавления революционных выступлений в Таврической губернии, в т. ч. в Феодосии.
Старшинство полку присвоено с 5 января 1798 года, то есть со дня сформирования Роченсальмского гарнизонного полка, который являлся предшественником Подольского полка.
История
Полк отличился в Первой мировой войне, в частности, в Янчинском бою 1914 г.

### В Белом движении
После расформирования большевиками в 1918 г. полк возрожден во ВСЮР на базе офицерского кадра полка, пришедшего в Крым в составе Екатеринославского отряда и вошедшего в январе 1919 в Сводный полк 34-й пехотной дивизии (к осени 1919 его кадр входил в состав 2-го сводного полка этой дивизии). К 1 октября 1919 стал самостоятельным полком, в нём состояло 1276 чел., в т.ч. 159 офицеров (из них 62 на солдатских должностях) и 5 чиновников.
В ходе Ночной битвы под Перегоновкой с махновцами значительное число служащих полка были убиты или попали в плен. Ещё одна часть полка была уничтожена красными в ходе Северо-Таврийской операции. О гибели полка был написан стих служившего в полку князя Н.В. Кудашева «135-й пехотный».

В 1920 остатки полка вошли в состав развернутой в Русской армии 34-й пехотной дивизии. На 1 августа 1920 насчитывал 46 офицеров и 588 солдат при 21 пулемете. 
Побатальонно, поротно 

Выбыв из строя смолк 

Сто тридцать пятый пехотный 

Керчь-Еникальский полк.

Молодец молодца краше,

Пулями мечены лбы...

Не доходя Таганаша

Вышли из белой борьбы...

Полк, пробивая дорогу, 

В полном составе лег:

Мертвые - прямо к Богу 

Раненые - в острог...

Скошен косой пулеметной,

В Северной Таврии смолк

Сто тридцать пятый пехотный

Керчь-Еникальский полк!

## Знаки отличия полка
Керчь-Еникольский полк имел Георгиевское знамя с надписью «За Севастополь в 1854 и 1855 гг.»; отличие это было унаследовано от Подольского пехотного полка. 5 января 1898 года полку, в ознаменование его столетия, было пожаловано новое Георгиевское знамя с Александровской юбилейной лентой и с надписями «1798—1898» и «За Севастополь в 1854 и 1855 гг.».
Знаком полка являлся белый мальтийский крест, лежащий на оксидированном якоре. Поверх наложены золотые соединенные вензеля императоров Павла I и Николая II и номер полка: «135». Над вензелями золотая литера «C». Знак увенчан золотой императорской короной с ниспадающей красной лентой, на которой юбилейные даты: «1798-1898».

## Командиры полка
В Русской императорской армии
- 21.04.1863 — после 03.05.1865[9] — подполковник (с 05.04.1864 полковник) Карпызин, Никанор Архипович
- ранее 01.10.1866 — 16.11.1875 — полковник Гран, Александр Карлович
- 16.11.1875 — 02.03.1878 — полковник Соколов, Евгений Васильевич
- 18.03.1878 — 08.09.1882 — полковник Быков, Григорий Григорьевич
- 08.09.1882 — 16.01.1890 — полковник Обер, Владимир Лаврентьевич
- 12.02.1890 — 29.12.1894 — полковник Щегловитов, Павел Александрович
- 18.01.1895 — 18.01.1900 — полковник Гершельман, Константин Владимирович
- 02.02.1900 — 28.11.1907 — полковник Эльш, Владимир Фёдорович
- 05.12.1907 — 18.08.1912 — полковник Транковский, Фёдор Николаевич
- 23.09.1912 — 15.04.1915 — полковник (с 09.10.1914 генерал-майор) Бутчик, Михаил Михайлович
- 23.04.1915 — 29.10.1915 — полковник Файдыш, Николай Афанасьевич
- 04.12.1915 — 27.09.1916 — полковник Кулаков, Никита Григорьевич
- 27.10.1916 — хх.хх.хххх — полковник Амадзи-Магомет, Амадзи Магометович

В Русской армии
- 1920 — полковник Лосиевский, Владимир Николаевич

## Известные люди, служившие в полку
- Кудашев, Николай Всеволодович